# Gerhard Hiesel
Gerhard Hiesel (* 1. Dezember 1941 in Wien; † 6. Juni 2023 in Oberrotweil) war ein österreichischer Klassischer Archäologe.

## Leben
Gerhard Hiesel war der Sohn von Franz Hiesel. Er studierte von 1959 bis 1966. 1966 wurde er in Hamburg bei Ulf Jantzen mit einer Arbeit über Samische Steingeräte promoviert. 1969 wurde er wissenschaftlicher Assistent an der Universität Freiburg, dort erfolgte 1977 auch seine Habilitation mit einer Studie zur Späthelladischen Hausarchitektur. Von 1977 bis 1985 und von 1995 bis zu seiner Pensionierung 2007 war er als Dozent am Archäologischen Institut der Universität Freiburg tätig. Im Jahr 1980 wurde er zum außerplanmäßigen Professor ernannt. Seine Lehrtätigkeit führte ihn zeitweise auch an andere deutsche und schweizerische Universitäten, etwa nach Bern und Basel.
Hiesel war langjähriger Mitarbeiter der Grabungen an der Burg von Tiryns. Später war er an den Ausgrabungsprojekten des Freiburger Archäologischen Instituts unter Volker Michael Strocka in Thugga (Dougga) und Nysa am Mäander beteiligt. Sein Forschungsschwerpunkt war die Archäologie der ägäischen Bronzezeit.
Ab 1967 war Hiesel mit der Schweizer Bildhauerin Bettina Eichin verheiratet, die er in Griechenland kennengelernt hatte, wo sie als Restauratorin auf einer deutschen Grabung arbeitete.
Zu Hiesels Schülern gehören u. a. Ludger Hünnekens und Philipp von Rummel.

## Publikationen
- Samische Steingeräte. Dissertation Hamburg 1967.
- mit Peter Gercke: Grabungen in der Unterstadt von Tiryns von 1889 bis 1929 (= Tiryns Band 5). Philipp von Zabern, Mainz 1971.
- Späthelladische Hausarchitektur. Studien zur Architekturgeschichte des griechischen Festlandes in der späten Bronzezeit. von Zabern, Mainz 1990, ISBN 3-8053-1005-6.
- mit Martin Flashar (Hrsg.): Konturen. Vasen der Berliner Antikensammlung in Freiburg. Biering und Brinkmann, München 1997, ISBN 3-930609-16-9.
- mit Rainer Albertz, Horst Klengel: Frühe Hochkulturen. Ägypter – Sumerer – Assyrer – Babylonier – Hethiter – Minoer – Phöniker – Perser. Stuttgart, Theiss 2003, ISBN 3-8062-1756-4.
- mit Volker Michael Strocka, Simon Hoffmann: Die Bibliothek von Nysa am Mäander. Zabern, Darmstadt/Mainz 2012, ISBN 978-3-8053-4588-0.